# Rdb
Rdb — реляционная система управления базами данных для операционной системы OpenVMS. Разработана в 1984 году корпорацией DEC как часть архитектуры VMS и была рассчитана для использования в языках программирования высокого уровня для хранения и доступа к информации. Поддерживает интерфейсы запросов SQL и RDO (Relational Database Operator).
В 1994 году подразделение, разрабатывающее Rdb вместе с правами на продукт были приобретены компанией Oracle, после этого момента продукт фигурирует как Oracle Rdb.
По состоянию на 2011 год выпускаются и поддерживаются версии для OpenVMS на платформах Alpha и Itanium. В прошлом были версии для платформы VAX, а также версии для операционных систем Tru64 и Windows NT на платформе Alpha, но их разработка и поддержка были приостановлены из-за низкого спроса на программное обеспечение для этих систем.